# 首阳站
首陽站（：／ Suyang yŏk */?）是朝鮮民主主義人民共和國平安南道殷山郡首陽里的一個鐵路車站，属于平罗线和首陽線。

## 邻近车站
平罗线
殷山站 - 首陽站 - 新仓站
首阳线
首陽站 - 望日里站